# Цемко Андрій Павлович
Цемко Андрій Павлович (1887, м. Ялта — 1956, м. Ялта) — майстер бандури, хоровий диригент, режисер й актор.

## Життєпис
Народився 1887 в Ялті в родині кримського грека та українки.
Андрій Цемко був учасником української напівпрофесійної трупи Петра Націлевича (з часу її заснування в 1905 році). Керував у ній оркестром, хором, грав оперні та драматичні ролі, виступав як бандурист.
Від 1910 р. Цемко працював диригентом оркестрів українських професійних мандрівних труп, переважно на Донеччині, зокрема під керівництвом Т. Колісниченка та С. Глазуненка. Від 1923 р. як диригент оркестру, актор і бандурист працював в ялтинській «Українській трупі» — музично-драматичному професійному театрі під режисурою Павла Делявського.
Окрім участі в трупі П. Делявського, Андрій Цемко організовував і керував драматичними хоровими гуртками Ялти. Після саморозпуску «Української трупи» (1927) і припинення діяльності мистецького колективу «Хору Сапсая» Андрій Цемко на базі цих колективів засновує потужний український аматорський драматичний хоровий театр при клубі ім. Комінтерну.
В період німецької окупації Андрій Цемко переходить зі своїм художнім колективом до міського театру. 1942 року учасників хору Андрія Цемка було відібрано на конкурсній основі й відправлено до Німеччини під виглядом трудової повинності. Концертна група одержала назву «Ялта». Перша мистецька подорож була по південній Німеччині в Тюрингію. Виступали переважно на заводах в таких містах, як Веймар, Ейзенах, Ерфурт та ін.
«Ялта» гастролювала майже до кінця війни. Крім Німеччини та Італії, були в Австрії та Литві. В Італії давали концерти перед невільниками, німцями, місцевим населенням та перед солдатами РОА генерала-лейтенанта Андрія Власова, в якій були й українці. Виступали в містах Болонья, Венеція, Чезена, Сан-Марино та інших.
Коли радянська армія перейшла Одер, колектив розпустили. Червоні помістили артистів у приймальний розподільник для перевірки, з нього — на Україну. Після війни Андрій Цемко повернувся до рідної Ялти, де працював столяром у школі №3. Мав дружину.
14 серпня 1945 року був заарештований Ялтинським МВ НКВС Криму за статтею 58-3 КК РРФСР – "Контакти з іноземною державою чи окремими її представниками з контрреволюційною метою, а також сприяння будь-яким чином іноземній державі, яка перебуває з СРСР у стані війни або веде з ним боротьбу шляхом інтервенції чи блокади"; основне звинувачення – "організація в період окупації українського ансамблю, що виступав перед німцями". 3 листопада 1945 року був засуджений Кримським обласним судом до 4 років виправно-трудових таборів (деякі джерела стверджують про "10 років сибірських концтаборів").
Після звільнення був змушений відійти від мистецької та громадської діяльності. Помер у Ялті в 1956 році (точна дата невідома) від інфаркту міокарда. 3 травня 1993 року реабілітований Прокуратурою АР Крим.
Бандури зберігаються в Музеї кобзарства Криму та Кубані при Кримському державному гуманітарному інституті.